# ایرتل دیجیتال تی‌وی
ایرتل دیجیتال تی‌وی (انگلیسی: Airtel digital TV) شرکت رسانه‌ای هندی است، که در سال ۲۰۰۸ توسط سانیل میتال تأسیس شد.
دفتر مرکزی این شرکت در گورکان هند است.
سانیل میتال رئیس هیات مدیره این شرکت رسانه‌ای است.